# ソビエト連邦共産党中央委員会
ソビエト連邦共産党中央委員会（ソビエトれんぽうきょうさんとうちゅうおういいんかい）は、ソビエト連邦共産党（以下「ソ連共産党」と表記）の最高意思決定機関である。

## 名称
ロシア語の名称は以下の通り。
- Центральный комитет Коммунистической партии Советского Союза （略称: ЦК КПСС）
- ラテン文字翻字例: Tsentralniy Komitet Kommunistitcheskoi Partii Sovetskogo Soyuza （略称: TsK KPSS）

「中央委員会」の部分を縮約した ЦК（ツェーカ）という略称も使用された。
英語では以下のように呼ばれる。
- Central Committee of the Communist Party of the Soviet Union（略称: CC CPSU）

## 役割
党中央委員会は、党則に従って1回1回の党大会の間に党と政府の活動の全てを指揮する。中央委員会の委員は5年ごとの党大会で選出される。政治局の委員は中央委員会に報告されて選出されることに加え、書記局から成る中央委員会の書記も選出される。中央委員会はまた、党書記長も同様に選出する。1919年から1952年までは、中央委員会総会によって政治局と組織局もまた同様に選出された。
中央委員会という存在の大部分の権限は、滅多に開かれない会議や多数の党員によって制限を受けており、本当の権限は政治局が握っていた。委員会は、政治局の決定への合意の雰囲気を作ってゴム印が押されるための役割として機能していた。委員会は、1日か2日続く会議が年に2度開かれるのみであった。主要な出来事（新しい計画の発表、もしくは新任の書記長の選出）の前に、特別の本会議が開催された。
1917年から1934年までは、中央委員会は政治的議論が行われた場所（「議会」）としての役割を大体は果たしていた。しかし、ときおり現れる反対者の多くは、1934年から1939年にかけての第17回および第18回党大会にて、ヨシフ・スターリンの大粛清で犠牲となった。それゆえ、中央委員会の役割はスターリンが死ぬまでほとんど存在しなかった。1953年のスターリンの死後、本来の機能に戻る前に中央委員会の役割を再生させた集団指導体制の期間があった。しかしながら、委員会はニキータ・フルシチョフの活動において重要な役割を果たす。
1957年、中央委員会は党指導者であるフルシチョフの解任の決定を幹部会（政治局による改名）によって覆した。ソ連邦元帥のゲオルギー・ジューコフ、KGB議長のイワン・セーロフの助力により、各地の中央委員たちを急遽モスクワに集結させ、中央委員会総会の開催が決定された。これにより、フルシチョフの解任は総会に持ち越されたのである。反フルシチョフ派に対して中央委員会によるフルシチョフへの支持を集めた。しかし、フルシチョフは7年後の1964年10月14日の会議で失脚した。
1985年3月、中央委員会は、強硬派のヴィクトル・グリシンとわずか1票差で、次の党書記長に改革派のミハイル・ゴルバチョフを選出するという画期的な決定を下した。
1991年8月クーデターの失敗により、ソ連共産党は解散・消滅した。

## 中央委員会の政治機構
党書記局は中央委員会の中央機構を代表し、もっぱら成長と党略の実現に対する責任を負った。党員の多くは政治局の所属であり、書記局も政治的な重みがあった。書記局の委員は、中央委員部の業務を監督した。中央委員部長（通常は中央委員会所属）の地位は、書記よりも低かった。さまざまな委員部が中央委員会の機構を作った。党の構築と党幹部の業務は、名簿による任命管理（ノーメンクラトゥーラ制）によって党の人員が割り当てられた。国と法務部はKGB、内務省、労働組合、そして検察院を監督した。
1989年以前の中央機構は、多くの委員部を含めて経済に対して責任を負った。その中で、全体として経済、機械製造、化学工業がこれらの部門に含まれていた。ペレストロイカの過程の一部として、党は市場のために政府組織とより大きな役割に賛成し、日々の経済運営から除去するためこれらの部門を廃止した。

### 中央委員会部局
中央委員会には事務局の他、20余の部門別直属部局が設置された。ブレジネフ期からゴルバチョフ期まで24の部局が確認されている。これら中央委員会部局はそれぞれの分野における党の政策立案や関連分野の政府各省庁の指導、監督に重要な役割を果たした。
- 総務部
- 組織・党活動部
- 行政機関部
- 投書部
- 宣伝部
- 文化部
- 科学・教育機関部
- 海外要員部
- 国際部
- 国際情報部
- 社会主義党連絡部
- 軍事部（陸海軍政治総本部）
- 国防工業部
- 機械製作工業部
- 化学工業部
- 重工業部
- 建設部
- 運輸・通信部
- 軽工業・消費財部
- 農業・食品工業部
- 農業機械製作部
- 商業・サービス部
- 経済部
- 事務局

### 1988年に設置された委員会
1988年9月30日から10月1日、中央委員会総会が開かれ、中央委員会内に6つの委員会が新設された。従来の24ある部局の一部の業務を委任され、書記局の機関も半減されることが観測されたが、委員会と部局の実務上の関係が不明瞭であり、イデオロギー委議長となったワジム・メドヴェージェフ政治局員も「書記局の仕事がどう改組されるか、今いうのはむずかしい」と述べた。
- 法律委員会（ヴィクトル・チェブリコフ議長）
- 農業委員会（エゴール・リガチョフ議長）
- イデオロギー委員会（ワジム・メドヴェージェフ議長）
- 党・人事委員会（党建設・人的資源委員会、ゲオルギー・ラズモフスキー議長）
- 社会・経済委員会（ニコライ・スリュニコフ議長）
- 国際政策委員会（アレクサンドル・ヤコブレフ議長）